# Mel Carter
Mel Carter (Cincinnati, 1939. április 22. –) amerikai soul- és popénekes, színész. Leginkább az 1965-ben milliószám eladott „Hold Me, Thrill Me, Kiss Me” című felvételéről ismert.

## Pályafutása
Mel Carter négyéves korában már énekelt a helyi rádióműsorokban, kilencévesen pedig a Lionel Hampton Show-ban szerepelt. Később az édesanyja által vezetett The Carvetts gospelegyüttesben énekelt. Az 1960-as évek elején lemezekre énekelt, például egy kis hollywoodi lemeztársaságnál, az Arwinnál és a Philipsnél. 1963-ban három kislemezt készített a Sam Cooke tulajdonában lévő Derby Recordsnak, köztük volt a „When a Boy Falls in Love” című szám is, amellyel Carter bekerült a Billboard Hot 100-ba a 44. helyen.
1964-ben a Los Angeles-i Imperial Records kétéves szerződést írt alá  Carterrel, melynek során tíz kislemez és három long play játszott lemez készült. Az 1965-ben megjelent Hold Me, Thrill Me, Kiss Me című dallal Carter énekesi karrierje legnagyobb sikerét érte el. 15 hétig szerepelt a Hot 100-on, a nyolcadik helyre került, aranylemez lett.Az Imperialnál 1966-ra Carter további öt Hot 100-as sikert aratott. 
1967-ben négy kislemezt adott ki a Liberty Recordsnál, de azok éppoly sikertelenek voltak, mint később négy másik lemezcég által készített kislemezei.
Mel Carter színészi karrierje 1959-ben kis szerepekkel kezdődött televíziós sorozatokban. 1979-ben láthatták először a német televízióban, a Dead Or Alive című sorozatban. A Németországban is sugárzott egyéb sorozatok közé tartozik még a Quincy és a Magnum.

## Albumok
| Cím                          | Katalógus sz. | Év   |
| ---------------------------- | ------------- | ---- |
| When a Boy Falls in Love     | Derby 702     | 1963 |
| Hold Me, Thrill Me, Kiss Me  | Imperial 9289 | 1965 |
| All of Sudden My Heart Sings | Imperial 9300 | 1966 |
| Easy Listening               | Imperial 9319 | 1966 |
| Hold Me Thrill Me Kiss Me    | Quicksilver   | 1994 |
| Best of Mel Carter           | Emm           | 1996 |
| Live in Hollywood            | CD Baby       | 2008 |
| Other Standards              | CD Baby       | 2012 |

- https://www.allmusic.com/artist/mel-carter-mn0000342834#discography
- https://www.allmusic.com/artist/mel-carter-mn0000342834#songs

## Kislemezek
| A/B-oldal                                                | Katalógus sz. | Év   |
| -------------------------------------------------------- | ------------- | ---- |
|                                                          | Arwin         |      |
| I’m Coming Home / Sugar                                  | 23-45         | 1960 |
|                                                          | Philips       |      |
| Who Do You Love / The Wrong Side 0f Town (& Clydie King) | 40049         | 1962 |
|                                                          | Derby         |      |
| When a Boy Falls in Love / So Wonderful                  | 1003          | 1963 |
| Time of Young Love / Wonderful Love                      | 1005          | 1963 |
| Why I Call Her Mine / After the Parting                  | 1008          | 1964 |
|                                                          | Imperial      |      |
| Deed I Do / What’s on Your Mind                          | 66052         | 1964 |
| The Richest Man Alive / I’ll Never Be Free               | 66078         | 1964 |
| I Just Can’t Imagine / High Noon                         | 66101         | 1965 |
| Hold Me, Thrill Me, Kiss Me / A Sweet Little Girl        | 66113         | 1965 |
| My Heart Sings / When I Hold the Hand                    | 66138         | 1965 |
| Love Is All We Need / I Wish I Didn’t Love You So        | 66148         | 1966 |
| Band of Gold / Detour                                    | 66165         | 1966 |
| You You You / If You Lose Her                            | 66183         | 1966 |
| Take Good Care of Her / Tar and Cement                   | 66208         | 1966 |
| As Time Goes By / Look to the Rainbow                    | 66228         | 1967 |
|                                                          | Liberty       |      |
| Edelweiss / For Once in My Life                          | 55970         | 1967 |
| Enter Laughing / Star Dust                               | 55987         | 1967 |
| Be My Love / I Look Into Your Eyes                       | 56000         | 1967 |
| Excuse Me / The Other Woman                              | 56014         | 1968 |
|                                                          | Bell          |      |
| I Pretend / Didn’t We                                    | 743           | 1968 |
| Another Saturday Night / Coming from You                 | 775           | 1969 |
|                                                          | Amos          |      |
| San Francisco Is a Lonely Town / Everything Stops        | 132           | 1969 |
| Kiss Tomorrow Goodbye / This Is Your Life                | 139           | 1970 |
|                                                          | Romar         |      |
| She Is Me / Do Me Wrong                                  | 711           | 1973 |
| Treasure of Love / Do Me Wrong                           | 714           | 1973 |
| I Only Have Eyes for You / Treasure of Love              | 716           | 1974 |
|                                                          | Cream         |      |
| I Don’t Want to Get Over You / You Changed My Life Again | 8041          | 1980 |
| I Don’t Want to Get Over You / Who’s Right, Who’s Wrong  | 8043          | 1981 |

## Díjak
- 1965: Grammy-díj jelölés